# SMS Kaiserin
 (novembre 2024).
Pour les autres navires du même nom, voir SMS Kaiser.
Le SMS Kaiserin est un cuirassé de la marine impériale allemande appartenant à la classe Kaiser. Il a été construit par le chantier naval Howaldtswerke de Kiel et lancé le 11 novembre 1911.

## Historique

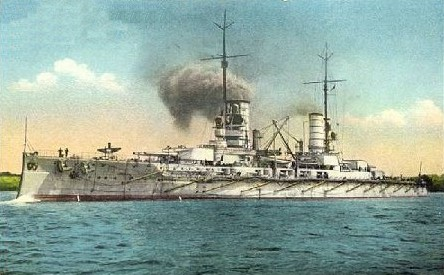
Le SMS Kaiserin avant la guerre

Cette troisième unité de la classe Kaiser a été lancée à Kiel. Après le discours de baptême du navire prononcé par le grand-amiral Hans von Koester, la princesse Victoria-Louise de Prusse le baptise du nom de Kaiserin. Il est encore en travaux, jusqu'en mai 1913.
Le Kaiserin est mis officiellement en service le 13 mai 1913 et accomplit plusieurs voyages d'essai. C'est le 13 décembre qu'il est affecté à la troisième escadre de la Hochseeflotte. Il effectue des manœuvres en février 1914 dans la mer du Nord et en mai suivant, dans la mer Baltique et dans la mer du Nord. Il part le 7 juillet pour la Norvège et retourne en Allemagne le 22 juillet. La marine est en état d'alerte depuis l'attentat de Sarajevo, mais l'amirauté veut tester les capacités du canal de Kiel (Kaiser-Wilhelm-Kanal) pour les navires de guerre de grande dimension, car ce canal a une importance stratégique pour la flotte allemande.
Le Kaiserin franchit l'écluse de Brunsbüttel, le 25 juillet à cinq heures du matin et celle de Holtenau (de) à quatre heures et demie de l'après-midi, il est six jours plus tard de retour en mer du Nord avec le reste de son escadre.

### Première Guerre mondiale
Le navire se trouve au large de Schillig, en Frise, lorsque la mobilisation générale est décrétée, le 1er août 1914. Il croise par la suite en mer du Nord pour assurer des missions de surveillance. Le navire est en mer Baltique avec son escadre à partir du 23 janvier 1915, et ne participe donc pas à la bataille de Dogger Bank, désastreuse pour la marine impériale allemande. Il est du 31 janvier au 20 février en cale sèche à Wilhelmshaven pour des révisions. Elle participe à plusieurs actions avec sa flotte dans le courant de l'année, surtout dans la Baltique.
Le vice-amiral Reinhard Scheer, jusqu'alors commandant de l'escadre, devient chef de la Hochseeflotte en janvier 1916 et de nombreuses sorties sont effectuées en mars-avril en mer du Nord. Le Kaiserin participe le 31 mai à la bataille du Jutland à Slaggerak, mais s'en sort indemne ; puis subit le harcèlement du HMS Warspite, mais sans dommages graves.
Le navire croise surtout en mer du Nord par la suite et appartient à partir du 1er décembre 1916 à la IVe escadre, nouvellement constituée sous le commandement du vice-amiral Franz Mauve, lorsque la Hochseeflotte est restructurée. Il est à Kiel pour réparations jusqu'à la fin mars et retourne en mer du Nord. Le vice-amiral Ehrhard Schmidt décide, après des sorties du navire début juillet en mer Baltique, que le navire doit participer à l'opération Albion qui est prévue en septembre, le but étant de s'emparer des îles d'Ösel, de Dägo et de Moon. La navire ancre dans la baie de Putzig le 24 septembre et part le 10 octobre pour Ösel qu'il atteint deux jours plus tard. L'opération étant réussie, le Kaiserin prend le chemin du retour vers Kiel, le 16 octobre. Il repart huit jours plus tard pour la mer du Nord.
C'est alors que survient la bataille de Heligoland. Le Kaiserin fait partie avec le Kaiser du deuxième groupe de reconnaissance commandé par le konteradmiral Ludwig von Reuter, sous la protection de quatre croiseurs auxiliaires. Le Kaiserin participe à un affrontement, mais qui n'est pas mené à bout et le capitaine de vaisseau est en conséquence relevé de son commandement et nommé commandant de bord d'un sous-marin en Méditerranée.
Le Kaiserin se trouve en cale sèche à Kiel du 22 décembre 1917 au 5 février 1918. Il participe à une grande sortie les 24 et 25 avril 1918, mais elle est écourtée à cause d'une avarie survenue dans les machines du SMS Moltke. Du 18 juin au 10 juillet, le navire est en mer Baltique et après un court passage au chantier naval de Wilhelmshaven retourne en octobre en mer Baltique.
La situation devient révolutionnaire à la fin de l'Empire allemand et la révolution n'épargne pas la marine. Le SMS Thüringen et le SMS Helgoland sont le théâtre de mutineries, à l'image de la Russie bolchévique.

### La fin
L'armistice de Rethondes met le Kaiserin sur la liste des navires prisonniers. Il est désarmé et mis à quai le 19 novembre 1918 à Wilhelmshaven, puis atteint deux jours plus tard Firth of Forth. Il part ensuite pour Scapa Flow, le 25 novembre, avec 175 hommes d'équipage et dont le nombre est réduit, le 17 juin 1919.
Le contre-amiral von Reuter, qui est responsable des navires prisonniers, décide à la suite du traité de Versailles, de saborder la flotte, afin qu'elle ne tombe pas dans les mains des Britanniques. Le sabordage a lieu le 21 juin 1919. Le Kaiserin sombre à deux heures de l'après-midi.

## Commandants
- 14 mai 1913-juillet 1917 : Kapitän zur See Karl Sievers (de)
- juillet-décembre 1917 : Kapitän zur See Kurt Graßhoff (de)
- janvier 1918 : Kapitän zur See Walter Hildebrand (de)
- janvier-novembre 1918 : Kapitän zur See Wilhelm Adelung (de)
- novembre 1918-21 juin 1919 : Kapitän zur See Arthur Viertel